# Parti national-syndicaliste français
 (mars 2022).
Si vous disposez d'ouvrages ou d'articles de référence ou si vous connaissez des sites web de qualité traitant du thème abordé ici, merci de compléter l'article en donnant les références utiles à sa vérifiabilité et en les liant à la section « Notes et références ».
Le Parti national-syndicaliste français (PNSF) est un parti politique français d'idéologie national-syndicaliste fondé en 1959 par Roger Bru, Lucien Boer et Liliane Ernout, sa secrétaire générale ainsi que directrice du journal La Révolution Syndicaliste.

## Histoire
Le 9 février 1959 se fonde le Mouvement de la jeunesse combattante et syndicaliste. Le mouvement se transforme le 19 juin 1959 en Parti national-syndicaliste français dirigé par un triumvirat composé de Roger Bru, Lucien Boer et Liliane Ernout.

## But politiques
Le PNSF considère le syndicat comme "la cellule organique de la société qui réunira tous les travailleurs", entrainant "la destruction du concept de classes générateur de luttes fratricides" avec comme but "l'instauration d'un état syndicaliste, implacablement anticapitaliste, implacablement antimarxiste" fondé sur la famille, la commune, le syndicat.

## Influences politiques
Le PNSF s'inspire de l'Espagne franquiste mais non la Phalange espagnole officielle mais les cercles oppositionnels "Cercles José Antonio" (de José Antonio Primo de Rivera), apparus vers 1960, qualifiés de "phalangistes de gauche".

## Personnalités
- Roger Bru: ancien militant de la CGT, délégué fédéral de la Fédération nationale des chauffeurs routiers
- Lucien Boer: journaliste à La Dépêche de Lens.
- Liliane Ernout, actrice.

## Journal
Le journal du parti, La Révolution Syndicaliste, est fondé en février 1962. Sa directrice est Liliane Ernout.

## Publications
- Manifeste de la jeunesse combattante nationale-syndicaliste[2]